# Женуйи (Шер)
Женуйи́ (фр. Genouilly) — коммуна во Франции, находится в регионе Центр. Департамент — Шер. Входит в состав кантона Грасе. Округ коммуны — Вьерзон.
Код INSEE коммуны — 18100.

## География
Коммуна расположена приблизительно в 190 км к югу от Парижа, в 80 км южнее Орлеана, в 45 км к западу от Буржа.
По территории коммуны протекают небольшие реки Пре, Молен и Перри.

## Население
Население коммуны на 2008 год составляло 719 человек.
| 1962 | 1968 | 1975 | 1982 | 1990 | 1999 | 2008 |
| ---- | ---- | ---- | ---- | ---- | ---- | ---- |
| 623  | 722  | 705  | 721  | 562  | 755  | 719  |

## Администрация
| Период | Период | Фамилия              | Партия | Примечания |
| ------ | ------ | -------------------- | ------ | ---------- |
| 1988   | 1995   | Стефани де Жувансель |        |            |
| 1995   | 2001   | Жан-Клод Маре        |        |            |
| 2001   | 2008   | Кристиан Юэ          |        |            |
| 2008   | 2014   | Мишель Лежандр       |        |            |

## Экономика
В 2007 году среди 414 человек в трудоспособном возрасте (15-64 лет) 280 были экономически активными, 134 — неактивными (показатель активности — 67,6 %, в 1999 году было 66,5 %). Из 280 активных работали 248 человек (133 мужчины и 115 женщин), безработных было 32 (11 мужчин и 21 женщина). Среди 134 неактивных 35 человек были учениками или студентами, 64 — пенсионерами, 35 были неактивными по другим причинам.

## Достопримечательности
- Замок Мезонфор (XVI век). Исторический памятник с 1927 года[3]
- Бывший монастырь Фонбланш ордена гранмонтесов (XII—XIII века). Исторический памятник с 1980 года[4]
- Церковь Сен-Симфорьен (XII век). Исторический памятник с 1927 года[5]
  - Надгробный памятник (кенотаф) на могиле Габриеля де Ла-Шатра (XVII век). Исторический памятник с 1892 года[6]
  - 5 витражей (1536 год). Высота — 170 см (4 витража) и 150 см (1 витраж), ширина — 100 см. Исторический памятник с 1892 года[7]